# Lids församling
Lids församling var en församling i Strängnäs stift och i Nyköpings kommun i Södermanlands län. Församlingen uppgick 2002 i Rönö församling.

## Administrativ historik
Församlingen har medeltida ursprung.
Församlingen var till 1 maj 1934 annexförsamling i pastoratet Ripsa och Lid för att därefter till 1962 vara annexförsamling i pastoratet Runtuna, Ripsa och Lid. Från 1962 till 1992 annexförsamling i pastoratet Runtuna, Ripsa, Lid, Ludgo, Spelvik och Råby-Rönö och från 1992 till 1995 annexförsamling i pastoratet Runtuna, Ripsa, Lid, Ludgo-Spelvik och Råby-Rönö och från 1995 till 2002 annexförsamling i pastoratet Runtuna, Råby-Ripsa, Lid och Ludgo-Spelvik. Församlingen uppgick 2002 i Rönö församling.

## Kyrkor
- Lids kyrka